# Kefar Danijjel
Kefar Danijjel (hebr. כפר דניאל) – moszaw położony w samorządzie regionu Chewel Modi’in, w Dystrykcie Centralnym, w Izraelu.
Leży w Szefeli, w otoczeniu miasta Ramla, moszawów Achisamach, Kerem Ben Szemen i Gimzo, oraz wioski Ben Szemen, na południowo-zachodniej krawędzi Lasu Bet Szemen.

## Historia
Pierwotnie była tutaj arabska wieś Danijal, której mieszkańcy uciekli podczas wojny o niepodległość w 1948. Wioska została zajęta przez wojska izraelskie 13 września 1948. Spalono wówczas większość arabskich domów i szkołę.
Współczesny moszaw został założony 9 października 1949 przez żydowskich weteranów z II wojny światowej. Początkowo nazywał się Irgun Bet Hewer na cześć żydowskiej organizacji paramilitarnej Irgun, ale później zmieniono nazwę na cześć prezesa Syjonistycznej Organizacji Ameryki, Daniela Frisha.

## Edukacja i nauka
Przy moszawie w 1996 powstał ośrodek leczenia i rehabilitacji małp Israeli Primate Sanctuary Foundation. Teren pod założenie ośrodka ofiarował ogród zoologiczny Park Małpi Ben Szemen. Ośrodek współpracuje z Ministerstwem Środowiska i państwowymi władzami weterynaryjnymi i ochrony środowiska naturalnego Izraela. Przywożone są tutaj małpy skonfiskowane przez służby celne lub weterynaryjne. Po okresie leczenia i rehabilitacji, znajduje się im stałe miejsca pobytu w Izraelu lub w innych punktach na świecie. Dodatkowo ośrodek prowadzi prace badawcze i realizuje szeroko pojęte programy edukacyjne dla dzieci i młodzieży.

## Gospodarka
Gospodarka moszawu opiera się na intensywnym rolnictwie i sadownictwie.
Swoją siedzibę w moszawie ma firma złotnicza Hazorfim, która produkuje artystyczne wyroby ze srebra oraz tradycyjne judaiki. Produkty wytwarzane przez Hazorfim Ltd. były wielokrotnie wręczane zagranicznym politykom na całym świecie. Specjalnie dla turystów otworzono centrum w którym można oglądać najpiękniejsze arcydzieła oraz zobaczyć złotników przy ich pracy.

## Komunikacja
Na zachód od moszawu przebiegają autostrada nr 1 i autostrada nr 6, brak jednak bezpośredniego wjazdu na nie. Z moszawu prowadzi na północ droga nr 4314, którą dojeżdża się do moszawu Gimzo oraz dróg nr 443 i nr 444.